# Alt-Ossiach
Alt-Ossiach je naselje v Občini Osoje v Okraju Trg na Koroškem v Avstriji.